# Sceptridium multifidum
Sceptridium multifidum (synoniem: Botrychium multifidum) is een varen uit de addertongfamilie (Ophioglossaceae) met een circumboreale verspreiding, waaronder ook in Noord- en Midden-Europa.

## Naamgeving enetymologie
- Synoniemen: Botrychium multifidum , B. californicum L.Underwood, B. coulteri L.Underwood, B. matricariae , B. silaifolium C.Presl, Osmunda multifida S.G. Gmelin (1768)

- Duits: Vielteilige Mondraute
- Engels: leathery grapefern, leathery moonwort
- Frans: Botryche multifide, Botryche à feuilles de rue, Botryche à feuilles multifides

De botanische naam Sceptridium is afgeleid van Oudgrieks σκῆπτρον, skēptron (staf), naar de langgesteelde vruchtbare sporoforen. De soortaanduiding multifidum is afkomstig van het Latijnse 'multifidus' (meervoudig gedeeld), naar de meervoudig gedeelde trofofoor.

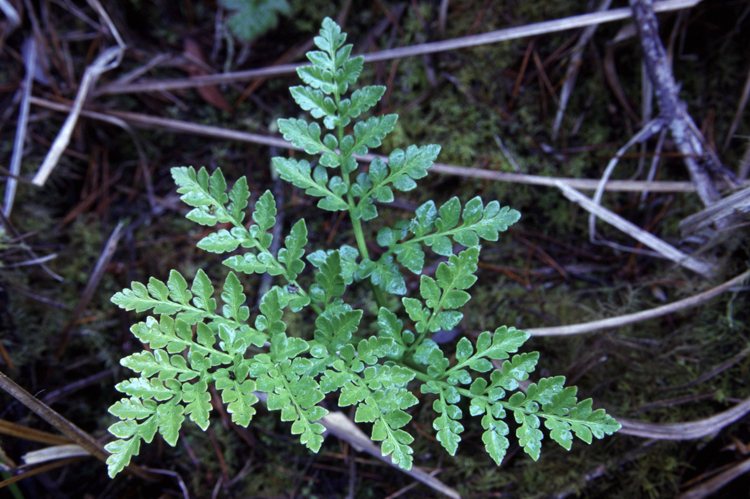
Detail trofofoor

## Kenmerken
Sceptridium multifidum is een overblijvende, winterharde, stevige, lederachtige plant met een korte, rechtopstaande rizoom en enkele dikke, wormachtige wortels. Elke plant bestaat uit twee componenten, een onvruchtbare, bladvormige trofofoor en een vruchtbare sporofoor, die ingeplant is een gemeenschappelijke bladsteel. De plant is ongeveer 20 cm hoog.
De trofofoor is glanzend lichtgroen, vlak, breed driehoekig van vorm, tot 25 cm lang en 35 cm breed, twee- tot drievoudig gedeeld, met drie tot vijf ronde tot ovale deelblaadjes en elkaar overlappende bladslipjes, met een tot 15 cm lange steel. Het blad is winterhard en verdort pas in de volgende lente.
De sporofoor ontspringt op de bladsteel dicht bij de grond, steekt iets boven het blad uit, en is eveneens meervoudig vertakt, met druiventros-achtige clusters van sporenhoopjes. De sporofoor heeft een robuuste en succulente steel.

## Habitaten verspreiding
Sceptridium multifidum is een terrestrische plant die voorkomt op zure, zandige bodems op open, grazige plaatsen, zoals meer- en rivieroevers, wilgenbossen en moerassen. De soort is zeldzaam maar wijd verspreid is over grote delen van Noord-Amerika, Groenland, Noordwest-Azië en Midden-Europa (van Frankrijk tot Roemenië en noordelijk tot en met Scandinavië).
Botrychium (Maanvaren) · Botrypus · Cheiroglossa · Helminthostachys · Japanobotrychium · Mankyua · Ophioderma · Ophioglossum (Addertong) · Sceptridium